# La triple T
«La triple T» es una canción interpretada por la cantante argentina Tini. Fue lanzado por Sony Music Latin y Hollywood Records el 5 de mayo de 2022, como el quinto sencillo de su cuarto álbum de estudio, Cupido (2023). La canción fue escrita por Tini, Elena Rose, y sus productores Andrés Torres y Mauricio Rengifo. Es su primera canción en solitario después de un tiempo y varias colaboraciones exitosas a lo largo de su carrera. La canción debutó en el número uno del Billboard Argentina Hot 100, convirtiéndose en el tercer sencillo número uno de Tini en la lista después de «Miénteme» y «Bar» en 2021.

## Antecedentes
A principios de abril de 2022, Tini anunció que estaba grabando una nueva canción. Publicó parte de la canción el 24 de abril de 2022 a través de sus redes sociales. El 30 de abril, lanzó el segundo adelanto de la canción, donde reveló que la canción saldrá el 5 de mayo. «La Triple T» remite a su nuevo eslogan «Tini Tini Tini». La canción sigue la misma línea que algunos de sus éxitos anteriores.
Tini expresó sobre este nuevo lanzamiento y agregó: «Este sencillo es un recordatorio para disfrutar la vida y no tomarse demasiado en serio. Espero que la música y la letra puedan llevarte a tu lugar feliz, ya sea un club o un bar con tus amigos. En definitiva, quiero que la gente se divierta escuchando 'La Triple T'».

## Composición
La canción es una combinación de pop latino, cumbia y pop urbano, con mezcla de sonido reguetón, y fue escrita por Tini, Elena Rose, Andrés Torres y Mauricio Rengifo. Líricamente, habla de lo importante que es de disfrutar la vida, y es un «himno a la alegría y a la fiesta», ideal para retratar el momento musical que está viviendo la artista.

## Video musical
El rodaje del video musical se llevó a cabo en Buenos Aires, Argentina. Fue dirigida por el director argentino Diego Peskins, quien también produjo algunos de sus éxitos anteriores como «Miénteme» y «Bar», y fue producida por Fabiana Olive.
En el videoclip se puede ver lo que transmite Tini a través de su música: la fiesta, la diversión y el baile. Tini baila la coreografía de la canción acompañada de un grupo de bailarines y se la ve saltando sobre un inflable. También se puede ver a tres drag queens que van vestidas con atuendos que hacen referencia a los de Stoessel que desfilan y Tini y otras personas las marcan con carteles del número 10. La primera está vestida con uno de los conjuntos que usó Tini en el video de «22» (2019), la segunda está vestida con uno de los conjuntos del videoclip «Recuerdo» (2020) y la tercera está vestida con uno de los conjuntos de «Quiero volver» (Quiero volver World Tour).

## Recepción de la crítica
«La triple T» recibió críticas mayoritariamente positivas, escribiendo: «'La triple T' es un himno de alegría y celebración, ideal para retratar este momento de la artista. El talento de Tini y las imágenes festivas del video combinan a la perfección». JR de Billboard dijo: «Tini ha descubierto un sonido que puede llamar suyo, fusionando cumbia con sonidos pop urbanos. Su nuevo sencillo, 'La triple T', sigue enhebrando esa línea innovadora, convirtiéndose en un himno para celebrar la vida y disfrutar el momento».

## Premios y nominaciones
La canción «La triple T» fue nominada en distintas ceremonias de premiación. A continuación, una lista con algunas de las candidaturas que obtuvo la canción:
| Año  | Premio                   | Categoría              | Resultado | Ref.  |
| ---- | ------------------------ | ---------------------- | --------- | ----- |
| 2023 | Premios Carlos Gardel    | Canción del año        | Ganador   | [ 8 ] |
| 2023 | Premios Carlos Gardel    | Grabación del año      | Nominado  | [ 8 ] |
| 2023 | Premios Carlos Gardel    | Mejor canción de pop   | Nominado  | [ 8 ] |
| 2023 | Premios Carlos Gardel    | Mejor videoclip corto  | Nominado  | [ 8 ] |
| 2023 | Premios Tu Música Urbano | Top canción pop urbano | Nominado  | [ 9 ] |

## Posicionamiento en listas

### Semanales
| País (Lista 2022)             | Posición más alta |
| ----------------------------- | ----------------- |
| Argentina (Monitor Latino)    | 3                 |
| Argentina Hot 100 (Billboard) | 1                 |
| Bolivia (Billboard)           | 24                |
| Uruguay (Monitor Latino)      | 1                 |

## Certificaciones
| País   | Organismo certificador | Certificación | Ventas certificadas | Ref.   |
| ------ | ---------------------- | ------------- | ------------------- | ------ |
| Brasil | PMB                    | Oro           | 20 000              | [ 14 ] |